# András Kovács (historien)
Pour les articles homonymes, voir András Kovács et Kovács.
András Kovács, né le 19 août 1946 à Târgu Mureș (Roumanie), est un historien de l'art et un professeur roumain issu de la minorité hongroise, membre de l'Académie hongroise des sciences.

## Biographie
Enseignant dans le secondaire jusqu'en 1971, il travaille ensuite au sein de filiale clujienne d'archéologie et d'histoire de l'Académie roumaine et pour l'Institut d'archéologie et d'histoire de l'art. Titulaire d'un doctorat d'histoire (Constructions parrainées par Gabriel Bethlen, 1984), il est professeur titulaire de la chaire d'histoire de l'art de l'université Babeș-Bolyai de Cluj-Napoca depuis 2004, université où il enseigne depuis 1997. Il est membre depuis 2010 de l'Académie hongroise des sciences. 
Ses domaines de recherches sont principalement orientés sur l'architecture, de la Renaissance au XVIIIe siècle, en Transylvanie. Dans le cadre de ses recherches à partir de 1990, il joue un rôle majeur dans la sauvegarde et la restauration de nombreux monuments transylvains, le plus souvent magyars et saxons.